# Edna Paisano
Edna Paisano (Sweetwater, 1948 - Lewiston (Idaho), 3 de septiembre de 2014) es una trabajadora social, matemática y socióloga estadounidense.
Se destacó en el conocimiento y aplicación de la matemática, especialmente la estadística, para sus acciones de mejora en la presencia de la comunidad indígena en los censos de su país.

## Biografía
Edna nació en la reserva india de Nez Percé, en Sweetwater, Idaho en 1948. 
Pasó su niñez en ese lugar, donde aprendió las costumbres nativas y los saberes del campo. Cuando empezó la escuela en Lapwai, la mitad de los estudiantes eran indios estadounidenses y los otros eran blancos. Edna amaba y practicaba deportes, su materia favorita era la matemática.
Su madre era maestra de educación especial, área en la que tuvo actuación destacada y Edna quería seguir su ejemplo e ir a la universidad.

### Formación
Hizo su carrera de trabajo social en Washington y empezó a reflexionar sobre la importancia de la estadística como herramienta para la mejora social y la posibilidad de utilizarla en beneficio de su comunidad original. Para ello debió salir de la reserva pues allí no podía utilizar sus conocimientos.
Se trasladó a la Universidad de Washington en Seattle donde se especializó en sociología, se graduó y luego fue a la escuela de posgrado. Mientras trabajaba en su maestría, estudió las estadísticas.
Durante su tiempo en la universidad, trabajó con la comunidad india americana en Seattle, Washington y logró establecer un centro cultural para los indios americanos en Seattle Fort Lawton.
Plantea al gobierno de los Estados Unidos el reclamo de Fort Lawton, que, legalmente era una propiedad indígena, motivo por el cual fue encarcelada.
Como especialista, Paisano pasó tiempo con los gobiernos tribales para proporcionar asistencia y sugerencias para el mejoramiento de los niveles de vida y la educación. Sin embargo, debido a que enferma de la artritis, los viajes le resultan difíciles y dolorosos, de manera que acepta un trabajo de oficina que no requería viajar.
Posteriormente se convierte en la primera mujer india con un puesto en la administración de los Estados Unidos, al obtener su puesto en la oficina del censo de este país para trabajar en la situación de indios nativos de Alaska.
Edna fue capaz de proporcionar conexiones entre la Oficina del Censo y los gobiernos tribales y otras agencias federales.

## La estadística al servicio de la mejora social
Como consecuencia del  censo de 1980, descubrió la falta de los indios en el relevamiento de datos de algunos  lugares geográficos, lo que afectaba la distribución de  los fondos públicos.  
Edna utilizó modernas técnicas estadísticas para mejorar la calidad de estos censos, aportando el conocimiento de algunas ramas de la matemática y su uso en programación de ordenadores, demografía, estadística.
Por otra parte, coordinó diversas campañas de información pública para que la sociedad americana comprendiera la importancia de la confiabilidad de la recogida de datos.
Como fruto de su trabajo, en el censo de 1990 hubo un incremento del 38% de los indios residentes en Estados Unidos.